# 828年
| 千纪： | 1千纪                                                                                           |
| 世纪： | 8世纪 \| 9世纪 \| 10世纪                                                                        |
| 年代： | 790年代 \| 800年代 \| 810年代 \| 820年代 \| 830年代 \| 840年代 \| 850年代                       |
| 年份： | 823年 \| 824年 \| 825年 \| 826年 \| 827年 \| 828年 \| 829年 \| 830年 \| 831年 \| 832年 \| 833年 |
| 纪年： | 戊申年（猴年）；唐大和二年；南诏保和五年；吐蕃彝泰十四年；日本天長五年；渤海国建兴十年          |

## 大事记
- 在巴格达成立了一个科学院。
- 在梅里達爆发反对阿拉伯人的起义。
- 阿尔卡莫建城。